# Heisterbachstraße 39 (Bonn)

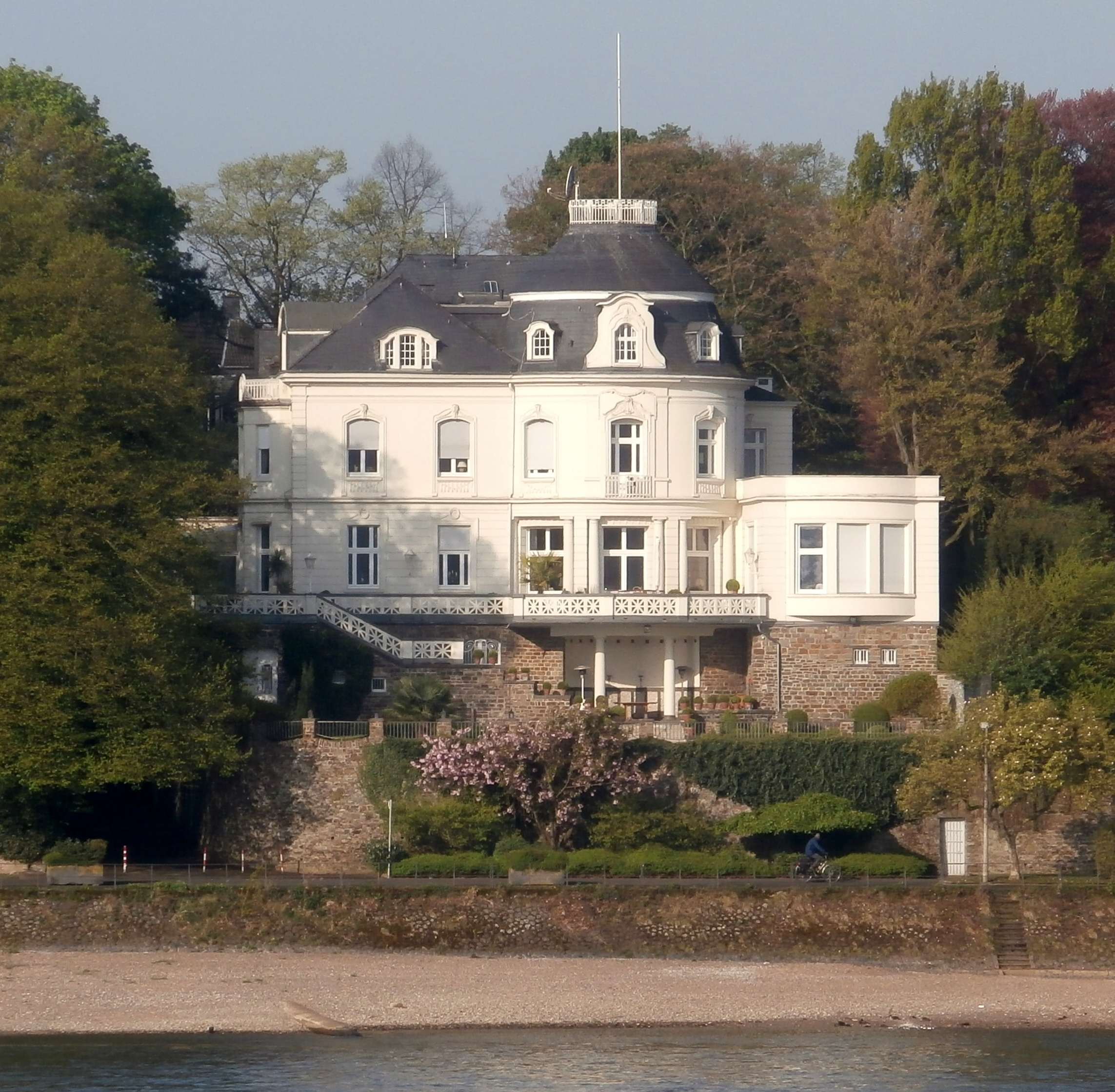
Rheinfront der Villa Heisterbachstraße 39 (2014)

Das Gebäude Heisterbachstraße 39 (auch Villa Cappell genannt) ist eine Villa in Rüngsdorf, einem Ortsteil des Bonner Stadtbezirks Bad Godesberg, die 1904/05 errichtet wurde. Sie liegt oberhalb des Rheinufers (Von-Sandt-Ufer) am Ende der Heisterbachstraße. Die Villa war bis Ende der 1990er-Jahre Residenz des britischen Botschafters in der Bundesrepublik Deutschland und steht als Baudenkmal unter Denkmalschutz.

## Geschichte

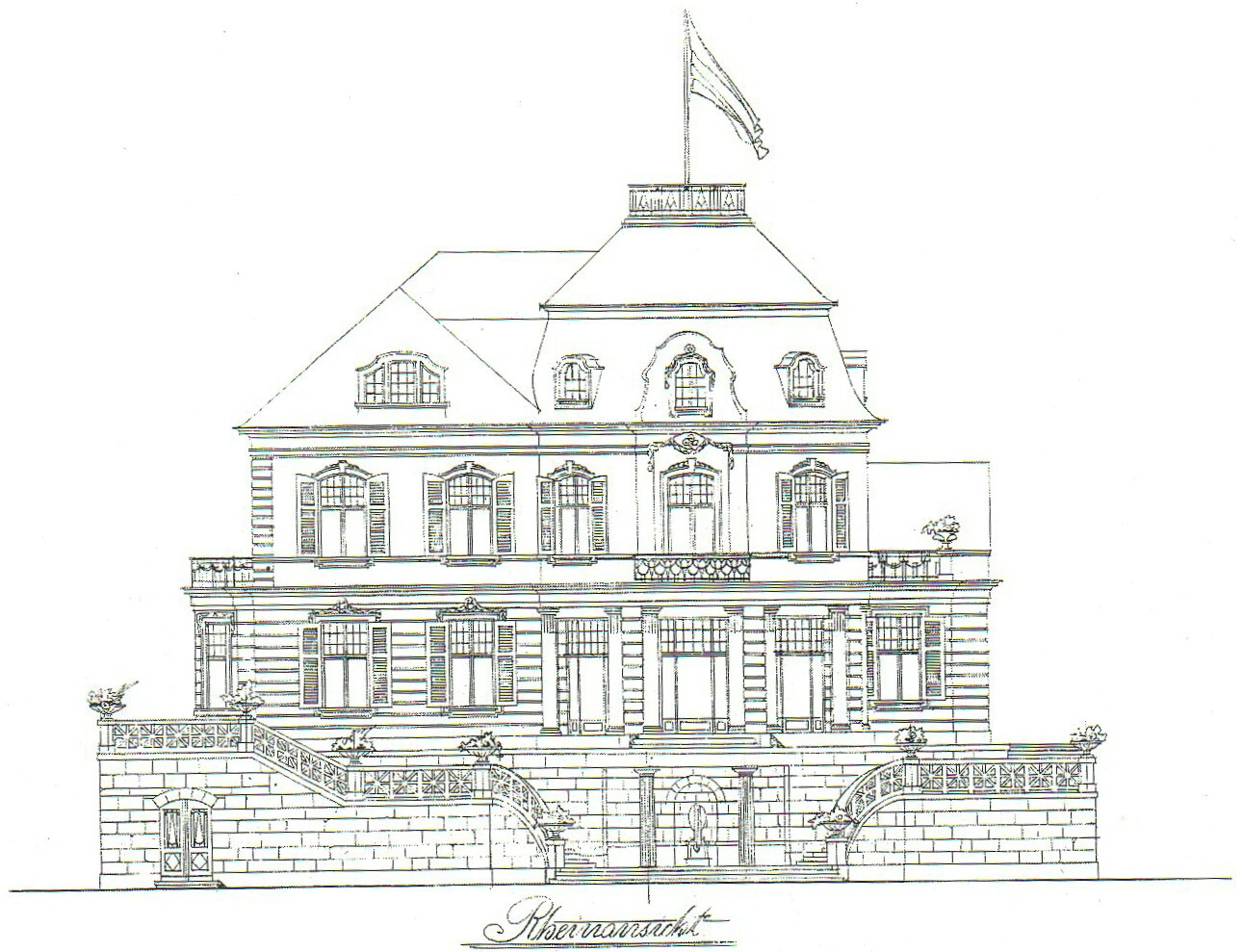
Entwurf, Aufriss der Rheinfront (1904)

Die Villa entstand 1904/05 für die Bauherrin Johanna Cappell, eine Millionärin, nach einem Entwurf des Architekten und Regierungsbaumeisters Heinrich Plange als eine der ersten an der gerade fertiggestellten Verlängerung der Heisterbacher Straße bis zur Befestigungsmauer oberhalb der Rheinuferpromenade. Sie wurde in Massivbauweise errichtet, erhielt ein Schieferdach und setzte sich zunächst aus einem Hauptgebäude mit Rheinterrasse und einem Küchenanbau zusammen. Außerdem verfügte sie von Anfang an über eine Zentralheizung. In die Ufermauer integriert wurden eine Treppenanlage und der als Pflanzenhaus vorgesehene Keller. Stilistisch lässt sich die Villa, auch aufgrund ihres asymmetrischen Aufbaus, dem picturesquen und abstrahierten Barock zurechnen.

„Eine außerordentlich geglückte Symbiose von Barock und Picturesque ist die Villa Cappell (…). [G]erade die seitliche Verlagerung des Pavillons, die gesamte asymmetrische Anlage der Villa, ihre gliedernde Staffelung durch die niedrigen seitlichen rückwärtigen Trakte machen den enormen Reiz dieser Villa aus und liefern die malerischen Werte.“

Ein Jahr nach Fertigstellung des Rohbaus sollte die Villa im Oktober 1905 nach der erfolgten Schlussabnahme bezogen werden. Im Herbst 1907 folgten der Bau einer Garage sowie eines Gewächshauses an der Grundstücksgrenze. Ende des Jahres 1924 wurde der Bau eines Aussichtspavillons, im Juni 1925 die Erweiterung des Gewächshauses um ein Warmhaus sowie die Verlegung der Grundstückszufahrt genehmigt, im Zuge derer eine neue Toranlage mit Einfriedung und Torpfeilern sowie ein Torhäuschen entstanden. 1930 war das Anwesen in den Besitz der Industriegesellschaft Agricola m.b.H übergegangen, die in diesem Jahr an der Südseite einen Erker mit Balkonabschluss aufbauen und an der Nordseite die Loggia zur Vergrößerung des Raums schließen ließ. 1945 war die Villa als Mehrfamilienhaus in acht Wohnungen aufgeteilt worden und verfügte über 24 Räume bei einer Wohnfläche von 700 m².
Nach dem Zweiten Weltkrieg wurde die Villa von amerikanischen Besatzungstruppen beschlagnahmt und fand als Unterkunft der Militärpolizei Verwendung. Anschließend waren hier belgische Divisionsgeneräle wohnhaft. Nachdem Bonn 1949 Regierungssitz der Bundesrepublik Deutschland geworden war, bestimmte der US-Hochkommissar John Jay McCloy das Anwesen im Herbst des Jahres zu seiner Residenz. Am 12. Oktober ging beim Büro Bundeshauptstadt des Landes Nordrhein-Westfalen der Auftrag für die erforderlichen Umbauarbeiten ein. Sie umfassten unter anderem die Einrichtung eines Tearooms sowie die Neuanlage eines Tennisplatzes, zudem wurde die Inneneinrichtung auf Wunsch von McCloys Ehefrau Ellen besonders prunkvoll ausgestattet. Der Hochkommissar leitete seine Amtsgeschäfte überwiegend vom seinerzeitigen Sitz des Hochkommissariats in Frankfurt am Main aus und nutzte das Haus während seiner gelegentlichen Besuche in Bonn. 1951 gab McCloy die Residenz zugunsten des Hauses Rolandstraße 67 auf. 1953 übernahm der britische Hochkommissar in Folge des Umzugs seiner Dienststelle von Köln-Wahn nach Bonn die Villa als Residenz. Mit dem Ende des Besatzungsstatuts 1955 wurde sie Residenz der britischen Botschaft, Wohnsitz des Botschafters. Zu diesem Zweck entstand auf dem Grundstück ein weiteres Torhäuschen als Wache. 1959 wurde der Aussichtspavillon abgebrochen, an seiner Stelle entstand ein eingeschossiger Erweiterungsbau des Teehauses als „Ballsaal“. 1973 erfolgte eine seitliche Küchenerweiterung. Die Residenz erfuhr eine intensive gastronomische Nutzung.
Im Zuge der Verlegung des Regierungssitzes zog die britische Botschaft im Spätsommer 1999 nach Berlin um. Die Villa konnte bereits bis 2000 in Privatbesitz verkauft werden. Am 5. Juli 2000 wurde sie in die Denkmalliste der Stadt Bonn eingetragen. 2010 fanden hier Dreharbeiten für den Fernsehfilm Der Mann mit dem Fagott statt.